# Amanda Anisimova
Amanda Kay Victoria Anisimova (em russo: Аманда Анисимова; nascida em 31 de agosto de 2001) é uma tenista profissional americana. 
Sua classificação mais alta da carreira, é o 7º lugar no mundo no ranking WTA, conquistou essa colocação após chegar até a final de Wimbledon em 2025, perdendo para Iga Swiatek. Ela está classificada entre as 100 melhores desde pouco depois de completar 17 anos. Anisimova ganhou três títulos do WTA Tour.
Com seu pai Konstantin como treinador de longa data e sua irmã mais velha também tenista, Anisimova começou a jogar tênis muito jovem. Seus pais decidiram se mudar para a Flórida quando Anisimova era muito jovem para dar aos filhos melhores oportunidades de treinamento. Como júnior, Anisimova foi classificada como a número 2 do mundo em 2016. Ela ganhou o título de simples feminino do US Open de 2017, bem como outros dois títulos de Grau A. Ela também se tornou a primeira finalista americana no evento individual feminino do Aberto da França em 14 anos. No WTA Tour, Anisimova ganhou destaque no Indian Wells Open 2018, onde conquistou sua primeira vitória entre as 10 primeiras aos 16 anos contra Petra Kvitová. Ela ganhou seu primeiro título WTA na Copa Colsanitas em abril de 2019, aos 17 anos, e seu segundo título no Melbourne Summer Set em janeiro de 2022, aos 20 anos.
Suas duas primeiras conquistas em eventos de Grand Slam ocorreram em 2019. No Australian Open, ela derrotou a 11ª do ranking Aryna Sabalenka, uma das principais candidatas ao título, para chegar à quarta rodada. No Aberto da França, ela derrotou Simona Halep, defensora do título e número 3 do mundo, para se tornar a mais jovem semifinalista do torneio em mais de uma década. A próxima vez que ela chegou à quarta rodada de um torneio Major foi no Australian Open de 2022, onde venceu uma partida contra a defensora do título Naomi Osaka. Em 2022, ela também alcançou suas primeiras quartas de final em Wimbledon.

## Vida pregressa e antecedentes
Amanda Anisimova nasceu em Freehold Township [en], no condado de Monmouth, Nova Jersey, filha de Olga Anisimova e Konstantin Anisimov. Ela tem uma irmã mais velha, Maria, que jogou tênis universitário na Universidade da Pensilvânia enquanto estudava na Wharton School. Seus pais emigraram da Rússia para os Estados Unidos alguns anos antes de ela nascer para dar melhores oportunidades à filha mais velha. Eles trabalharam nos setores financeiro e bancário e nenhum deles jogou tênis competitivo enquanto cresciam.
Anisimova começou a jogar tênis aos cinco anos. Ela credita a irmã como sua inspiração para praticar o esporte, dizendo: "Quando eu era pequena ela jogava tênis. Sempre a via jogando e queria fazer também. Foi assim que entrei e meus pais também". Sua família mudou-se para a Flórida quando ela era muito jovem, então Amanda e sua irmã teriam mais oportunidades de treinar e encontrar outros treinadores. Seu pai atuou por muito tempo como seu treinador principal enquanto ela era júnior, e sua mãe também ajudou a treiná-la. Além disso, ela trabalhou com Nick Saviano desde os 11 anos de idade. Max Fomine, que também foi assistente técnico dos irmãos Bryan, atuou como seu técnico itinerante.

## Carreira júnior
Anisimova alcançou uma classificação júnior da ITF, a mais alta na carreira, ocupando o segundo lugar no mundo em 2016. No início de sua carreira júnior, ela entrou no Abierto Juvenil Mexicano de 2015, classificada fora do top 300, mas inesperadamente venceu o torneio de alto nível Grau A aos 14 anos. Ela continuou se destacando em 2016, vencendo a Copa del Café [en] de Grau 1 e chegando à final da Copa Gerdau de Grau A. Com a força desses resultados, Anisimova foi a segunda cabeça de chave no Aberto da França. Em seu segundo torneio júnior de Grand Slam, ela se tornou a primeira finalista americana no evento feminino desde Ashley Harkleroad em 2002. No entanto, ela perdeu a final para Rebeka Masarova [en]. Durante o verão, ela competiu no "USTA Girls' 18s National Championship" como a 5ª cabeça de chave e terminou em 4º lugar.
Aos 15 anos, Anisimova conquistou mais dois grandes títulos, o primeiro na Copa Yucatán de Grau 1 no final de 2016 e o segundo na Copa Gerdau de Grau A no início de 2017, onde havia sido finalista um ano antes. Após esses títulos, ela disputou apenas mais dois torneios juniores da ITF naquele ano, ambos eventos de Grand Slam. Ela encerrou sua carreira júnior ao ganhar seu primeiro título de Grand Slam no US Open, onde derrotou a compatriota americana Cori Gauff na final e não perdeu nenhum set durante o torneio. Anisimova também integrou a seleção dos Estados Unidos que venceu a Junior Fed Cup 2017, mas não disputou a eliminatória final devido a doença.

## Carreira profissional

### 2023: Pausa no tênis
Anisimova começou sua temporada no Adelaide International. No primeiro torneio, ela perdeu na primeira rodada para Veronika Kudermetova. No segundo torneio, ela caiu na última rodada das eliminatórias para Jil Teichmann. No entanto, devido à retirada de Jessica Pegula do torneio devido a mudança de horário, ela entrou na chave principal como uma "lucky loser". Ela venceu Liudmila Samsonova, na primeira rodada e foi derrotada na segunda por Beatriz Haddad Maia. Como 28ª cabeça de chave no Australian Open, ela perdeu na primeira rodada para Marta Kostyuk em sets diretos.
Em fevereiro, Anisimova participou do Dubai Championships. Lá, ela derrotou a "wild card" e duas vezes finalista do Grand Slam, Vera Zvonareva, na primeira rodada. Ela foi derrotada na segunda rodada por Victoria Azarenka, apesar de ter uma vantagem de 5-3 no terceiro set. Em março, ela jogou no Indian Wells Open. Como 31ª cabeça de chave, ela perdeu na segunda rodada para Linda Nosková. Em Miami, ela se retirou durante a partida da primeira rodada contra Madison Brengle.
No Madrid Open, Anisimova perdeu na primeira rodada para a vinda da qualificatória Arantxa Rus. Na sexta-feira, 5 de maio, ela anunciou em sua página do Instagram que faria uma pausa indefinida no tênis, citando esgotamento e preocupações com sua saúde mental.

### 2024: Retorno ao Tour, quarta rodada no terceiro Australian Open, final em WTA 1000
Anisimova voltou ao nível do Grand Slam no Australian Open com vitórias sobre a 13ª "cabeça de chave" Liudmila Samsonova na primeira rodada, sobre Nadia Podoroska na segunda e sobre Paula Badosa na terceira, todos esses jogos em sets diretos, para chegar às oitavas de final neste Major, quando perdeu para a 2ª "cabeça de chave" Aryna Sabalenka também em sets diretos.
Anisimova deu início à temporada em quadras de saibro nos Estados Unidos, no Charleston Open no qual passou por Alizé Cornet na primeira rodada em sets diretos mas perdeu para a cabeça de chave N° 1, Jessica Pegula, na segunda em jogo de três sets. Em seguida, participou do Aberto de Madri, no qual não passou da primeira rodada. O mesmo  aconteceu no Aberto de Roma, onde perdeu para Sara Errani de virada em jogo de três sets. No Aberto da França, usando o critério de "ranking protegido", venceu a vinda da qualificatória, Rebecca Šramková [en], na primeira rodada em sets diretos, mas perdeu na segunda para a cabeça de chave N° 17, Liudmila Samsonova, também em sets diretos.
A temporada em quadras de grama de Anisimova se resumiu a duas tentativas: no Libéma Open no qual perdeu na primeira rodada da qualificatória e no Torneio de Wimbledon no qual chegou à terceira rodada da qualificatória.
De volta às quadras duras na América do norte, Anisimova participou do Washington DC Open, no qual passou pela qualificatória, venceu Sloane Stephens e Anastasia Pavlyuchenkova mas perdeu para Caroline Dolehide na chave principal. Em seguida, no Aberto do Canadá, ela teve muito mais sucesso, venceu Caroline Dolehide, a cabeça de chave N° 5, Daria Kasatkina, a cabeça de chave N° 10, Anna Kalinskaya, a cabeça de chave N° 2, Aryna Sabalenka, nas quartas de final e a cabeça de chave N° 8, Emma Navarro em sua semifinal. Na final, enfrentou a cabeça de chave N° 3 e defensora do título, Jessica Pegula, jogo que perdeu em três sets, ficando com o vice-campeonato desse WTA 1000.

## Finais da WTA

### Simples: 3 (2 títulos, 1 vice)
| Legenda                                       |
| --------------------------------------------- |
| Torneios Grand Slam (0–0)                     |
| WTA Tour / WTA 1000 (0–0)                     |
| Premier Mandatory & Premier 5 / WTA 500 (0–0) |
| International / WTA 250 (2–1)                 |

| Finais por piso |
| --------------- |
| Duro (1–1)      |
| Grama (0–0)     |
| Saibro (1–0)    |
| Carpete (0–0)   |

| Status | V-D | Data     | Torneio                     | Piso   | Oponente              | Placar        |
| ------ | --- | -------- | --------------------------- | ------ | --------------------- | ------------- |
| Perdeu | 0-1 | Set 2018 | WTA de Hiroshima, Japão     | Duro   | Hsieh Su-wei          | 2-6, 2-6      |
| Venceu | 1-1 | Abr 2019 | WTA de Bogotá, Colômbia     | Saibro | Astra Sharma          | 4–6, 6–4, 6-1 |
| Venceu | 2-1 | Jan 2022 | WTA de Melbourne, Austrália | Duro   | Aliaksandra Sasnovich | 7–5, 1–6, 6–4 |

## Finais da ITF

### Simples: 4 (1 título, 3 vices)
| Legenda              |
| -------------------- |
| Torneios US$ 100.000 |
| Torneios US$ 80.000  |
| Torneios US$ 60.000  |
| Torneios US$ 25.000  |
| Torneios US$ 15.000  |

| Finais por piso |
| --------------- |
| Duro (1–0)      |
| Saibro (0–3)    |
| Grama (0–0)     |
| Carpete (0–0)   |

| Status | Data     | Torneio                                            | Piso   | Oponente           | Placar             |
| ------ | -------- | -------------------------------------------------- | ------ | ------------------ | ------------------ |
| Perdeu | Mar 2017 | Curitiba, Brasil                                   | Saibro | Anastasia Potapova | 7–6(9–7), 5–7, 2–6 |
| Perdeu | Abr 2017 | Space Coast Pro Tennis Classic, Estados Unidos     | Saibro | Olga Govortsova    | 3–6, 6–4, 3–6      |
| Perdeu | Abr 2017 | Hardee's Pro Classic [en], Estados Unidos          | Saibro | Kristie Ahn        | 6–1, 2–6, 2–6      |
| Venceu | Jul 2017 | Gold River Women's Challenger [en], Estados Unidos | Duro   | Ajla Tomljanović   | walkover           |

## Finais Júniores do Grand Slam

### Simples: 2 (1 título, 1 vice)
| Status | Ano  | Torneio          | Piso   | Oponente        | Placar   |
| ------ | ---- | ---------------- | ------ | --------------- | -------- |
| Perdeu | 2016 | Aberto da França | Saibro | Rebeka Masarova | 5–7, 5–7 |
| Venceu | 2017 | US Open          | Duro   | Cori Gauff      | 6–0, 6–2 |